# Sumikowate
Sumikowate (Ictaluridae) – rodzina słodkowodnych ryb sumokształtnych (Siluriformes). Większe gatunki są poławiane gospodarczo jako ryby konsumpcyjne, a mniejsze hodowane w akwariach.

## Zasięg występowania
Ameryka Północna – od południowej Kanady do Gwatemali.

## Cechy charakterystyczne
Głowa spłaszczona grzbietobrzusznie. Cztery pary wąsików: dwa nosowe, dwa górnoszczękowe i cztery bródkowe. Skóra naga (bez łusek). Występuje płetwa tłuszczowa. Pierwszy promień płetwy grzbietowej (z wyjątkiem Prietella) i płetw piersiowych twardy, ząbkowany, u niektórych gatunków połączony z gruczołem jadowym (rodzaj Noturus). W płetwie grzbietowej zwykle 6 miękkich promieni. Ubarwienie ciała zazwyczaj jednolicie ciemne.
Cztery niespokrewnione ze sobą gatunki z rodzajów Trogoglanis, Satan i Prietella są niewidome (bezokie). Satan eurystomus i Trogloglanis pattersoni zostały odkryte w studniach artezyjskich w Teksasie, na głębokości 300 m.
Największe gatunki sumikowatych – sumik błękitny i Pylodictis olivaris – osiągają około 1,6 m, a najmniejsze Noturus sp. – około 10 cm długości.

## Klasyfikacja

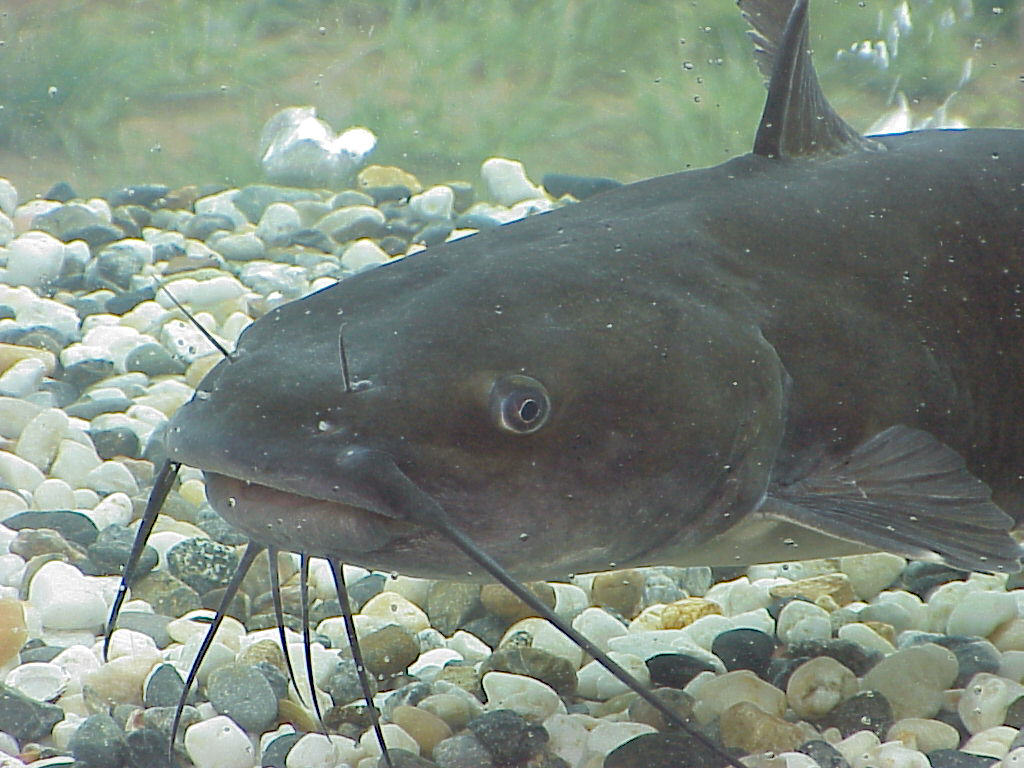
Głowa sumika kanałowego (Ictalurus punctatus)

Rodzaje zaliczane do tej rodziny:
Ameiurus — Ictalurus — Noturus — Prietella — Pylodictis — Satan — Trogloglanis
Rodzaj wymarły
- †Astephus

## Występowanie w polskich wodach
Przedstawicielem pierwszego rodzaju jest pochodzący z Ameryki Północnej, introdukowany i obecnie powszechnie występujący w Polsce Ameiurus nebulosus (sumik karłowaty) – osiągający w swej ojczyźnie długość do 45 cm. W Polsce osiągają mniejsze wymiary.